# Kje pekcsei király
Kje (Gye) (? – 346) az ókori Pekcse (Baekje) állam tizenkettedik királya volt.

## Élete
Punszo (Bunseo) király fiaként született, apja halálakor kiskorú lehetett, így a trónra a rivális vérvonalból származó Pirju (Biryu) került, aki a feljegyzések szerint Kuszu (Gusu) fia, Szaban (Saban) testvére volt, ez azonban az időbeli távolság miatt a történészek szerint nem lehetséges, és feltehetően inkább Szaban (Saban) öccsének fia vagy unokája lehetett. Kje (Gye) Pirju (Biryu) halála után ülhetett a trónra, ami viszont felbőszíthette Pirju (Biryu) fiát, Kuncshogót (Geunchogót). Feltételezések szerint harc bontakozhatott ki a két tábor között, és Kje (Gye) veszített. Keveset tudunk életéről, rövid uralkodása eseménytelen volt. Feleségekről, gyermekekről nem szólnak a krónikák. Halálát követően Kuncshogo (Geunchogo) foglalta el a trónt, és az ország történelmének legnagyobb királya lett.

## A filmművészetben
A 2010-ben vetített Kuncshogo vang (Geunchogo wang) (근초고왕) című televíziós sorozatban Han Dzsinhi (Han Jin-hui) alakította.